# وولفسموور
وولفسموور (به آلمانی: Wulfsmoor) یک شهر در آلمان است که در اشتاینبورگ واقع شده‌است. وولفسموور ۳۹۳ نفر جمعیت دارد.